# Accaras
Os Accaras ou Akkaras são um conjunto de tribos que vivem na região de Zarzis, no sul da Tunísia desde o fim do século XVI.
Pensa-se que sejam originários do Saara Ocidental, de onde saíram por razões que se descnhecem. Tendo começado por se instalar no sul da Argélia e depois no Sahel tunisino, uma parte deles mudaram-se para o sul da Tunísia. Sidi Khelifa Essayeh conduziu uma parte das tribos para Ben Gardane, onde ainda se encontra o seu mausoléu. Nesta região, ocupam as terras anteriormente ocupadas pelos nómadas Nouails, e Ali II, bei de Tunes, manda construir c. 1760 uma fortaleza para proteger os Accaras dos ataques dos povos nómadas que os rodeiam. No século seguinte, os Accaras dedicam-se à agricultura. Nas vésperas da ocupação francesa, já tinham construído um oásis, com hortas e olival.